# 薪浦亨
薪浦 亨（まきうら とおる、1950年2月21日 - ）は、日本の実業家、馬主。在日韓国人であり、本名は宋 玉植（朝: 송옥식）。
兵庫県姫路市飾磨区に本社を置く、製鋼原料の加工・販売や、資源再生、廃棄物の処理などを手がけるマキウラ鋼業株式会社、および同区に所在する競輪の場外車券売場・サテライト姫路の運営のほかパチンコホールなどを経営する株式会社アップルの代表取締役会長を務める。

## 経歴・人物
1950年、東京都出身。中学時代はバレー部で主将を務め、進学した兵庫県立姫路南高等学校ではサッカー部と美術部を兼部していたという。卒業後、父の創業した薪浦商店（現在のマキウラ鉱業）に入社し、30歳の時に父が亡くなったことで代表取締役に就任した。
1990年には兵庫韓国商工会議所に入会。要職を歴任し、2008年より第8代会長に就任、2016年まで在任した。
60歳を過ぎ再び絵を描くようになったほか、66歳から書道を始めている。姫路市内で自らの作品を展示する個展も開催している。

## 馬主活動

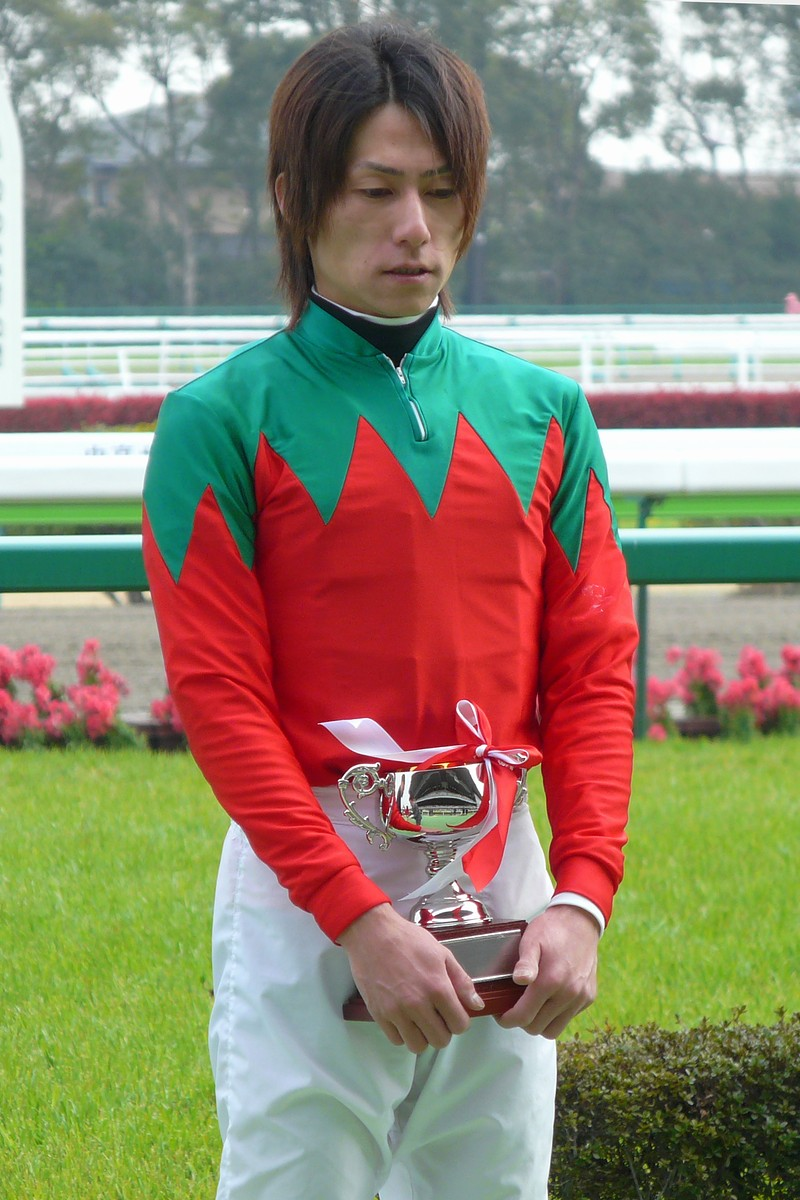
薪浦の勝負服を着用した野元昭嘉

日本中央競馬会（JRA）および地方競馬全国協会（NAR）に登録している馬主としても知られる。勝負服の柄は赤、緑鋸歯形、冠名には「マッキー」を用いる。息子の州平や、株式会社アップル代表取締役の薪浦英稔も馬主であり、勝負服の柄はそれぞれ白、青縦縞、袖赤三本輪と緑、海老元禄となっている。

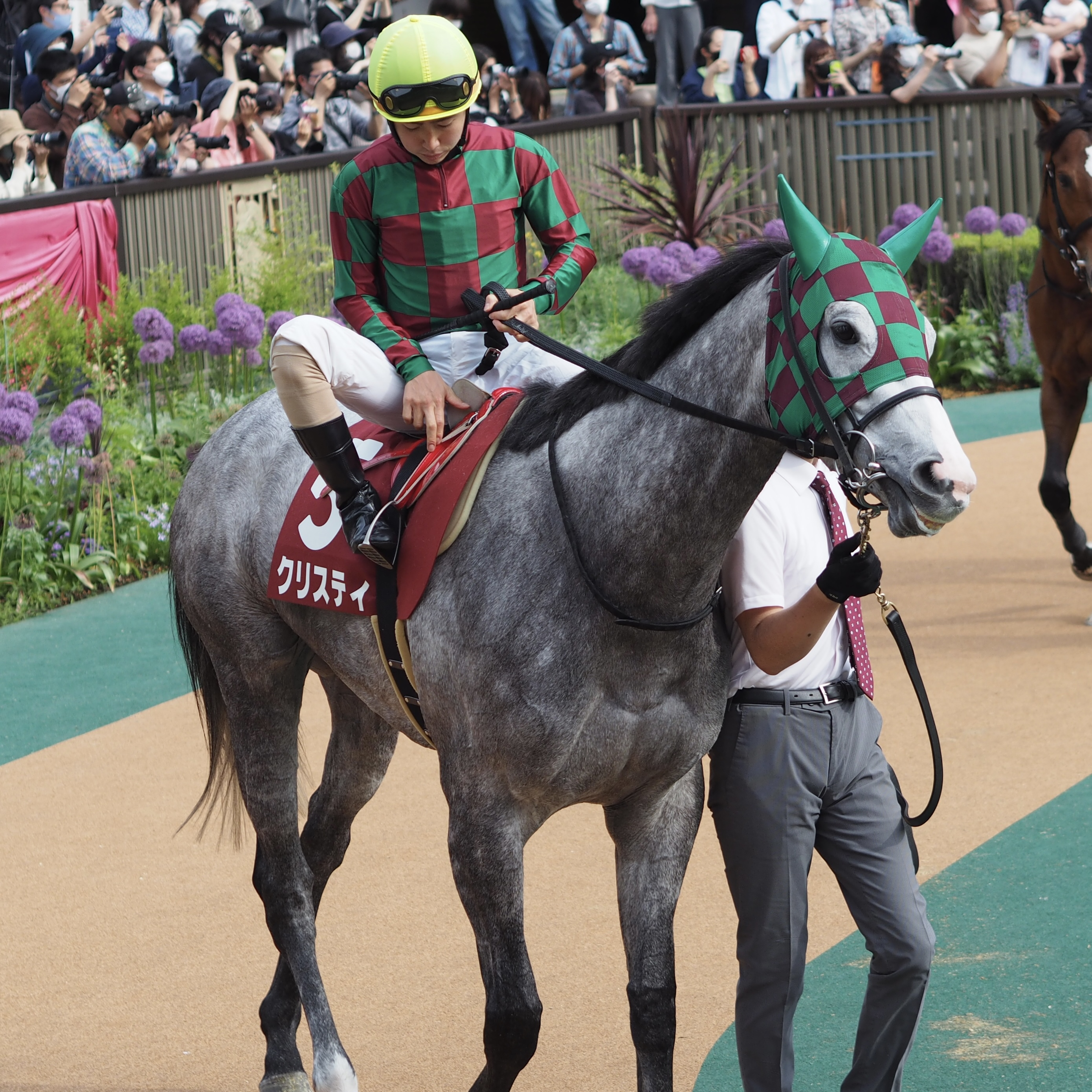
英稔の勝負服を着用した松若風馬、騎乗馬クリスティ

## 主な所有馬

### 重賞競走優勝馬
斜字は地方重賞。
- マッキーローレル（2000年MRO金賞、菊水賞）
- マッキードリーム（2001年播磨賞）
- マッキーマックス（2006年ダイヤモンドステークス）
- ロンドンタウン（2017年佐賀記念、エルムステークス、コリアカップ、2018年コリアカップ[注 1]）

### 薪浦英稔の所有馬
- クリスティ（2020年関東オークス3着、2021年六甲ステークス）